# Línguas da Guiana Francesa
Sendo um departamentos de ultramar da França, a Guiana Francesa adota uma única língua oficial, o francês, que é a língua predominante na comunicação formal, nos meios de comunicação e é falado pela maioria dos habitantes do departamento, como primeira ou segunda língua. Existem também uma série de outras línguas regionais, principalmente o crioulo da Guiana Francesa. As várias comunidades de imigrantes residentes na Guiana Francesa tendem a falar em sua própria língua de origem no ambiente familiar.

## Línguas regionais
Além do francês, o território também possui várias línguas regionais como o crioulo da Guiana Francesa, bastante semelhante ao Crioulo antilhano, e é utilizado principalmente pelos crioulos, também existem algumas línguas ameríndias e dialetos originários de línguas africanas.

### Crioulo da Guiana Francesa
A principal língua regional e que é falada por uma grande maioria da sociedade guianense é o crioulo da Guiana Francesa, que é baseado na língua francesa, com influências do inglês, português, espanhol e de dialetos africanos e ameríndios. Essa língua nasceu no século XVII a partir do contato entre os escravos africanos e seus senhores franceses, durante tentativas de se comunicar. Por vezes essa língua também recebeu influências de outras comunidades crioulas como as da Martinica (crioulo da Martinica), Guadalupe (crioulo de Guadalupe) e Haiti (crioulo haitiano).

### Línguas ameríndias e de origens africanas
São também faladas outras línguas regionais; seis línguas ameríndias como o aruaque, o palicur, o galibi, o uaiana, o wajãpi e o emerillon; e também quatro dialetos originários de língua africanas como o saramacano, paramacano, aluku e ndyuka), bem como hmong.

## Outras línguas
Pelo fato da Guiana Francesa ter recebido uma grande quantidade de imigrantes de inúmeras nacionalidades distintas, vários outros idiomas são falados significativamente por comunidades de imigrantes e seus descendentes residentes nesse território, principalmente, o português, o hacá (um dialeto chinês), o crioulo haitiano, o espanhol, o neerlandês, o inglês e o russo.

### Língua portuguesa
A língua portuguesa tem uma grande e crescente presença nesse território, devido a dois fatores, a Guiana Francesa fazer fronteira com o Brasil e principalmente pelo grande número de imigrantes brasileiros residindo nesse departamento ultramarino francês, a maioria deles trabalham na mineração de ouro, em 2008 já havia 20 mil brasileiros morando legalmente nesse território, ou seja, formando 10% da população guianense, mas no mesmo ano o Itamaraty apontava que existiam outros 50 mil brasileiros vivendo ilegalmente no território, aumentam essa soma para 70 mil brasileiros residindo na Guiana Francesa, constituindo um quarto da população local. E também como a Guiana Francesa busca uma maior integração com os seus países vizinhos, como o Suriname, a Guiana e o Brasil. O Português, a língua oficial do Brasil é reconhecida como uma segunda língua nos currículos escolares.

### Língua neerlandesa
A língua neerlandesa tem uma boa presença nesse departamento ultramarino francês devido a uma grande migração surinamesa para o território, esse fluxo migratório ocorreu principalmente durante a década de 1980 devido a guerra civil surinamesa, estimativas mostram que há em torno de 10 mil surinameses residindo na Guiana Francesa. A língua neerlandesa é ensinada em uma escola da região de Saint-Laurent-du-Maroni, localizada perto da fronteira com o Suriname, em uma escola semelhante a uma escola surinamesa, já se ensina uma seção de teste de neerlandês. Isso decorre pelo fato de que há muito tempo o governo francês decidiu testar o ensino do neerlandês na Guiana Francesa. Os alunos da escola podem obter pontos extras se o neerlandês fizer parte do currículo escolar. Apesar da língua não ser ensinado por mais de duas horas por semana.